# Stefaniola siliqua
Stefaniola siliqua är en tvåvingeart som beskrevs av Dorchin 2001. Stefaniola siliqua ingår i släktet Stefaniola och familjen gallmyggor.
Artens utbredningsområde är Israel. Inga underarter finns listade i Catalogue of Life.